# Onthophagus viridiperakensis
Onthophagus viridiperakensis é uma espécie de inseto do género Onthophagus, família Scarabaeidae, ordem Coleoptera.
Foi descrita cientificamente por Ochi, Kon & Masumoto em 2014.